# Lorenzo (cortometraje)
Lorenzo es un cortometraje de animación estadounidense de 2004 producido por Walt Disney Feature Animation sobre un gato, Lorenzo, que está "consternado al descubrir que su cola ha desarrollado una personalidad propia". El corto fue dirigido por Mike Gabriel y producido por Baker Bloodworth. Se estrenó en el Festival de Cine de Florida el 6 de marzo de 2004, y luego apareció antes de la película Raising Helen; sin embargo, no apareció en el lanzamiento en DVD de la película. 
Se basa en una idea original de Joe Grant, quien comenzó a trabajar en la película en 1949, pero finalmente decidió archivarla. Se incluyó en el conjunto de Blu-ray/DVD de la colección de cortometrajes de Walt Disney Animation Studios, lanzado el 18 de agosto de 2015.

## Trama
Un gato llamado Lorenzo descansa sobre un cojín. Un gato negro pasa y Lorenzo no puede evitar expresar su alegría de que al callejero le falta la cola. Lorenzo hace alarde de su propio accesorio de lujo en la parte trasera y aguijonea al gato con exhibiciones expansivas de vestimenta. Mientras Lorenzo se ríe, el gato negro lanza un hechizo, dando vida a la cola de Lorenzo. Lorenzo está poco más que perturbado hasta que el incesante movimiento de la cola comienza a pasar factura. El gato mimado crece a la vez exhausto y desesperado, ya que se hace evidente que incluso las medidas más extremas (como electrocución de alto voltaje, ahogamiento y ser atropellado por un tren) no calmarán su cola. En las coyunturas aparece el gato negro y le ofrece a Lorenzo un cuchillo, con intenciones claras. Lorenzo lo resiste con tanta fuerza como lo hace a los avances de su cola. Sin embargo, Lorenzo finalmente se ve obligado a capitular y se corta su propia cola gloriosa.

## Producción
Lorenzo se basa en una idea original del artista y escritor de Disney Joe Grant. Se le ocurrió la idea después de ver a su gato sumergirse en medio de una pelea entre sus dos caniches. Se preguntó, ¿y si ese gato perdiera la cola? Grant comenzó a desarrollar Lorenzo en 1949. Fue escrito, diseñado y dirigido por Mike Gabriel, en colaboración con Grant. Don Hahn sugirió a Gabriel que usara la música de tango como inspiración al conceptualizar la película. En busca de una música de tango, fue a un Virgin Megastore, donde gastó $ 346 de su propio dinero comprando 40 CD de tango. La primera canción que escuchó, "Bordoneo y 900", interpretada por Juan José Mosalini y su Gran Orquesta de Tango, le llamó la atención y se convirtió en la canción que eligió para la producción. Para la partitura final de la película, los creadores contrataron a Mosalini y Big Tango Orchestra, quienes grabaron en Francia una nueva versión de "Bordoneo y 900". Baker Bloodworth produjo la película, junto con Roy E. Disney y Don Hahn, quienes se desempeñaron como productores ejecutivos. Gabriel pintó a mano todos los fondos del corto con pintura en una cartulina negra. Se utilizó un renderizador pictórico llamado Sable, creado por Daniel Teece, para crear pinceladas 3D en los fondos. La animación tradicional y la limpieza se realizaron en la división de Walt Disney Feature Animation con sede en París, mientras que toda la pintura, el trabajo digital y la postproducción se realizaron en el estudio de Burbank.
El corto fue desarrollado como un segmento potencial para Fantasia 2006, la tercera entrega después de Fantasia y Fantasia 2000. Después de varios años de financiación y recortes de personal en Walt Disney Feature Animation, el proyecto se archivó en noviembre de 2003. Además de Lorenzo, otros dos posibles cortometrajes que podrían incluirse en Fantasia 2006 también se completaron antes de la cancelación de los proyectos, Destino y One by One, y posteriormente se estrenaron como cortometrajes individuales.

## Premios
Lorenzo fue nominado para el Óscar al mejor cortometraje animado en los 77.os Premios de la Academia en 2005. El corto ganó el premio Annie 2005 al mejor cortometraje de animación. Fue incluido en el Show de Animación de Espectáculos en 2004.